# Schloss Corbières
Das Schloss Corbières (französisch Château de Corbières) ist der Herrschaftssitz von Corbières (deutsch Korbers) im Greyerzbezirk des Kantons Freiburg in der Schweiz.

## Lage

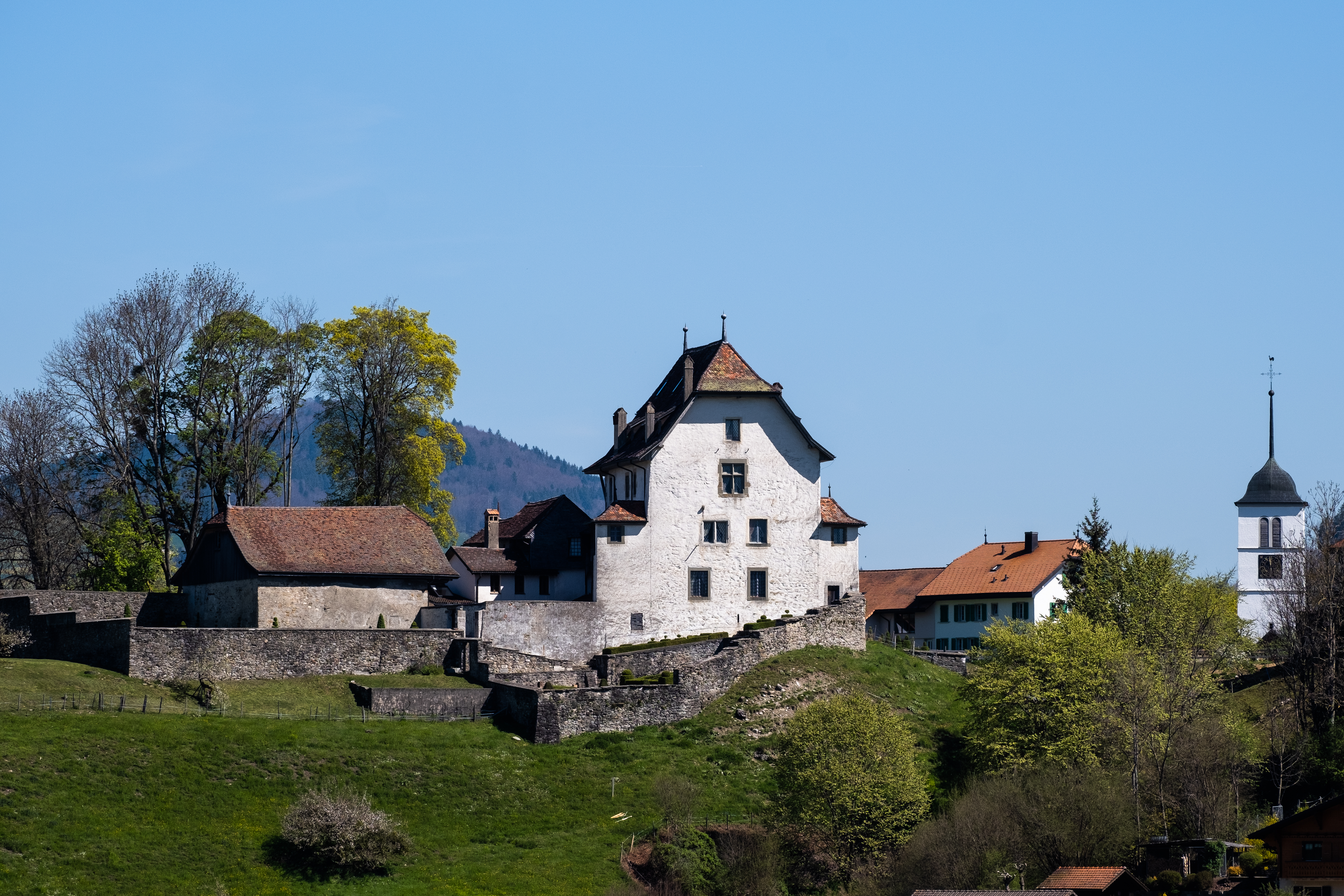
Das Schloss von Corbières von der Brücke von Corbières aus

Der Ort befindet sich an der Strasse von Freiburg nach Bulle. Das Schloss steht westlich der Ortslage am Ostufer des Greyerzersees, der in den Jahren von 1945 bis 1948 geschaffen wurde und eine Aufstauung des Flusses Saane darstellt. Dessen eingeschnittenen Mäander nutzte die Burg als natürliche Befestigung.

## Geschichte
Der im Jahr 1115 ersterwähnte Ort war früh Sitz einer eigenen Herrschaft, die wohl schon um das Jahr 1080 (Pancharta von Kloster Rougemont) bestand. Erster belegter Adliger war aber Williermus de Corbere (1115), dessen Burg sich an einem wichtigen Übergang über die Saane befand. Diese Furt bekam später eine Brücke, die im Jahr 1343 erstmals nachweisbar ist. Später wurden weitere ergänzt, die aber wohl zuletzt nur noch Holzbauten waren, da im Jahr 1837 gleich drei Holzbrücken existierten.
Im 14. Jahrhundert wird mehrfach die besondere Rechtsstellung von Corbières betont, indem im Jahr 1301 die „bonnes coutumes“ (deutsch gute Sitten, im übertragenen Sinn: althergebrachte Rechte) Erwähnung finden und diese durch Amadeus VII. von Savoyen in einer „Charta der Freiheiten von Corbières“ im Jahr 1390 festgeschrieben wurden. Corbières war 1375 savoyische Kastlanei geworden, was bis zum Jahr 1543 Bestand hatte. Dann erfolgte eine Aufwertung zur freiburgischen Vogtei, die bis zum Einmarsch der Franzosen im Jahr 1798 bestehen blieb. Vor der Eingliederung in den Greyerzbezirk im Jahr 1848 war es 50 Jahre lang ein eigener Bezirk (1798–1803 Unterpräfektur mit La Roche, dann Verwaltungskreis und ab 1815 Präfektur).
Die Herrschaft befand sich v. a. östlich der Saane zwischen La Roche im Norden, dem Jaunpass im Westen und der Grafschaft Greyerz im Süden. Im Jauntal grenzte Corbières Einflussbereich an die Herrschaft Montsalvens. Herrschaftsrechte westlich der Saane werden aus der Stiftung des Klosters Humilimont (heute in Marsens) durch Lietold und Wilhelm II. von Corbières abgeleitet. Auch Besitzungen in der Waadt schenkten die Herrscher an verschiedene Klöster der Gegend (L’Abbaye, Kloster Montheron, Kloster Hauterive). Doch selbst darüber hinaus besassen sie Güter und Rechte. Aufgrund von verschiedenen Indizien wird vermutet, dass die Familien von Grandson und Greyerz Verwandte waren. Als Wappen von Corbières wurden beide lateinische Wortdeutungen des Ortsnamens verwendet, nämlich ein schräger Balken (lateinisch curvu entspricht deutsch gebogen) und ein Rabe (lateinisch corvus entspricht deutsch Rabe).
Das einst deutlich grössere Herrschaftsgebiet wurde durch die Gründung der Herrschaft Vuippens im Jahr 1224 aufgeteilt. Ein Vierteljahrhundert später konnten die Brüder des Herrschers ihre Sitze in Charmey (Burg Sur la Roche) und Jaun (Burgruine Bellavuarda) einnehmen, die aber formal Teil der Herrschaft Corbières blieben, welche u. a. Militärwesen und Hoheitsrechte behielt. Wie so viele Herrschaften im Umfeld (Pont-en-Ogoz, Greyerz) musste sich Corbières um das Jahr 1250 dem Haus Savoyen unterwerfen und besass damit fortan Lehnsherren. Girard I. und Girard II. von Corbières-Charmey stifteten im Jahr 1295 die Kartause La Valsainte, doch ihre Nebenlinie – wie auch die Hauptlinie – starb in den 1360er Jahren aus, so dass die einstige Nebenlinie von Jaun zur neuen Hauptlinie wurde, die noch bis ins 16. Jahrhundert weiter existierte. Zu diesem Zeitpunkt waren sie aber bereits Bürger von Freiburg bzw. Greyerz.
Der Wandel in dieser Zeit war von vielen Etappen gekennzeichnet. Das Mitherrentum wurde bereits im Jahr 1326 beendet, als Teile der Herrschaft Corbières (verknüpft mit der alten Burg) durch Kauf an Ludwig II., savoyischer Herr der Waadt, kamen. Vier Jahre später sicherten sich die Herren von Grandmont einen anderen Teil (verknüpft mit der jüngeren Burg) und 1375 übernahmen die Savoyer schliesslich die gesamte Herrschaft. Sie hatten zuvor 1341 Boniface von Châtillon ihren Anteil überlassen, nun erlangten sie beide Herrschaftssitze. Nach einer Phase der Verpfändung an Johannes vom Thurm in den Jahren 1379–1390 kam es fester in den Besitz der Savoyer. Wie mehrere andere Herrschaften (Chenaux, Romont) gelangte auch Corbières als Apanage an den Halbbruder von Amadeus VIII. von Savoyen, Humbert, bei dem sie in den Jahren von 1406 bis 1443 verblieb. Franz I. von Greyerz erwarb die Kastlanei 1454 als fünften Banner seiner Grafschaft. Einhundert Jahre später konnte Freiburg diese endgültig erwerben, nachdem es Corbières schon seit 1543 als Pfand besass.

## Beschreibung
Im Laufe der Jahrhunderte gab es auch mehrere Veränderungen der Bausubstanz in Corbières. Die erste Burg, 200 Meter nordöstlich der Kirche, wurde in der 2. Hälfte des 13. Jahrhunderts um eine zweite Burg, westlich der Kirche, ergänzt. Nur dieser zweite Bau – 1408 nach den damaligen Herrschern „Château de Grandmont“ genannt – hat sich erhalten und wurde im Jahr 1560 zum heutigen Bau, dem Vogteischloss, der im Jahr 1750 restauriert wurde. In der Chronik von Stumpf heisst es 1547/1548 „die burg zerbrochen“, was den bald darauf erfolgten Teil-Neubau erklären dürfte, sich aber auch auf die ältere Burg beziehen kann, die 1408 villa a parte castri antiqui genannt wird. Zumindest gilt 1556 auch das chasteau ... dit de Grammont als baufällig, wie der freiburgische Landvogt meldet. Heute präsentiert sich der Herrschaftssitz als rechteckiger Schlossbau mit „Berner Dach“ und Kreuzstockfenstern. Durch Mauern werden verschiedene Höfe und Gärten abgegrenzt, die zum Teil noch aus dem Mittelalter stammen. Die Torzufahrten sind rundbogig, das Hauptgebäude ist ein Werk der Renaissance. Die Fassade des Gebäudes zieren mehrere Wappen Freiburgs bzw. seiner Vögte. Sein Dach wird durch Schleppgauben, Fenster und Schornsteine gegliedert. An der Südostecke des Gebäudes befindet sich ein turmartiger Anbau, an der Westseite Holzgalerien. Das Schweizerische Inventar der Kulturgüter von nationaler und regionaler Bedeutung führt das Schloss auf seiner Liste als A-Objekt – d. h., es besitzt nationale Bedeutung – mit der KGS-Nummer 1995. Dem Geschlecht von Corbières widmeten sich bereits mehrere Autoren ausführlicher (Peissard 1911, Courtray 1914), auch ihre Urkunden wurden als Regesten durch Jean Gremaud veröffentlicht.

## Nutzung
Die erste Burg, die sich auf dem Hügel „La Montagnettaz“ befand, wurde im Jahr 1965 endgültig durch einen Steinbruch beseitigt. Von ihr standen 1886 noch Reste des Bergfriedes. Der quadratische Turm war vermutlich das einzige Bauwerk auf dem Hügel. Ebenso waren die Stadtreste von Zerstörungen betroffen, die zu einem Teil 1947 geflutet wurden und zum anderen Teil dem Steinbruch zum Opfer fielen. Sowohl verschiedene Karten, darunter die von Thomas Schöpf, als auch David Herrliberger in einem Kupferstich (1767) bilden das Schloss ab. Der Untergang der zu den beiden Burgen gehörenden Städte kann nur aufgrund von Indizien auf die Pest und einen schweren Stadtbrand zurückgeführt werden. Die zweite Burg wurde 1850 durch Freiburg an Elisabeth Bourknecht verkauft. Dieser Freiburger Bürgerin folgten mehrere Privatbesitzer, bis die Benediktiner hier ein Kloster einrichteten, das von 1928 bis 1959 bestand. 
Der Bildhauer Emile Angéloz und sein Bruder der Maler und Bildhauer Louis Angéloz (1912–1948) erwarben das Schloss. Zusammen mit Yoki Aebischer, dem Fotografen René Bersier (1930–2016) und mit dem Bildhauer und Maler Bernard Schorder (1918–2011) bezogen sie das 45 Zimmer umfassende Gebäude. in Folge gründete die Künstlergruppe das Kunstforum «AEL-Galerie» dass jeden Sonntag von bis zu 40 Person besucht wurde. 1970 löste sich die Gruppe auf. Das Schloss verkauften die Brüder an einen Iren.